# مجلة فورزا ميلان
فورزا ميلان (بالإيطالية: Forza Milan)‏ هي مجلة خاصة بنادي إيه سي ميلان يتم اصدارها شهرياً المجلة أبصرت النور عام 1963، عندما قرر جينو سانسوني الصحفي الشهير وقتها ومشجع الميلان المتعصب تبني الفكرة وطرحها على النادي. النسخة الأولى طرحت في نوفمبر من نفس العام بسعر 100 ليرة عمر المجلة يعتبر صغير بالمقارنة بصحف Hurra Juventus 1917 و Nero-Azzurro 1921 و AS Roma 1931. لكن سرعان ما أصبحت المجلة الميلانية من أشهر وأفضل المجلات الإيطالية.
منذ البداية والمجلة تصدر شهرياً وكان القائمين عليها هم كبار مشجعي الروسونيري بالرغم من محاولات الإدارة اجتذاب الأسماء الكبيرة في عالم الصحافة، سانسوني لم يكن خائفاً من كل هذا بل زاد من حماسه ونشاطه ألقاب الميلان وانجازاته الخارجية مما أعطاه الدافع للعمل بل تناول مواضيع صعبة للغاية مثل انتقاد نظام دوري أبطال أوروبا والتحكيم وإثارة ملف تناول المنشطات.

## فضل الصحافة الإيطالية
في ظل تواجد صحف قوية في ميلانو وعلى رأسها صحيفة La Gazzetta dello Sport كان لا بد لمجلة فورزا ميلان أن تتالق وبالفعل قامت المجلة بتخصيص صندوق بريد خاص لكي يتمكن القارئين والمشجعين الميلانيين من ابداء رايهم في المجلة أو في الميلان سواء اللاعبين أو المدرب أو الإدارة وكانت هذه مبادرة متميزة ومستحدثة في عالم المجلات الرياضية حيث كانت الوسيلة الأولى للجماهير للتواصل مع النادي وكان كل من سانوتي تشيرفاتي وأوريستي تشيرفاتي يقومان بتوصيل جميع الآراء للاعبين والإداريين ليقوموا بالرد عليها ثم يقوم الصحفيان بكتابة جميع الردود في العدد التالي.

## التغيير الأول
التغير الأول الفعلي للمجلة كان بعد 5 سنوات، التلفاز أصبح متواجداً في كل بيت مما قد يسبب تقلصاً في مبيعات المجلة لذا وفي بداية عام 1969 قام النادي بتقليص سعر المجلة إلى 77 ليرة وأضاف لها مسابقات ترفيهية وأحاجي ومعلومات تاريخية مبسطة عن الميلان في ذلك العام كان لا يزال سانسوني هو مدير التحرير لكن تدهور صحته كان سبباً في تعيينه لمساعد له وهو ريناتو فيراري الذي استمر حتى عام 1979 كمدير تحرير فعلي للصحيفة بالرغم من كونه مساعد ومنذ ذلك العام حتى عام 1986 أصبح فيراري رسمياً مدير التحرير للمجلة.

## بيرلسكوني وشركة بانيني
بعد أن اشترى سيلفيو برلسكوني الميلان قام بتعيين لويجي فيزينيي ومن بعده مارتينو بيتزييجو حتى يناير 1997 حيث أصبحت تصدر المجلة شركة التوزيع الشهيرة بانيني لا يزال التعاون بين إدارة الميلان وشركة بانيني قائماً حتى وقتنا هذا المجلة تسير في عقدها الخامس بقيادة رئيس التحرير فابريتسيو ميليجارييجو بشكل رائع بالكثير من القصص التاريخية والإحصائيات الميلانية النادرة والمقابلات المطولة الشيقة مع أبرز نجوم الميلان الحاليين والسابقين دون نسيان المسابقات الميلانية الممتعة.

## وصلات خارجية
- الموقع الرسمي
- الموقع العربي
- نشيد النادي على يوتيوب